# Alvaiade

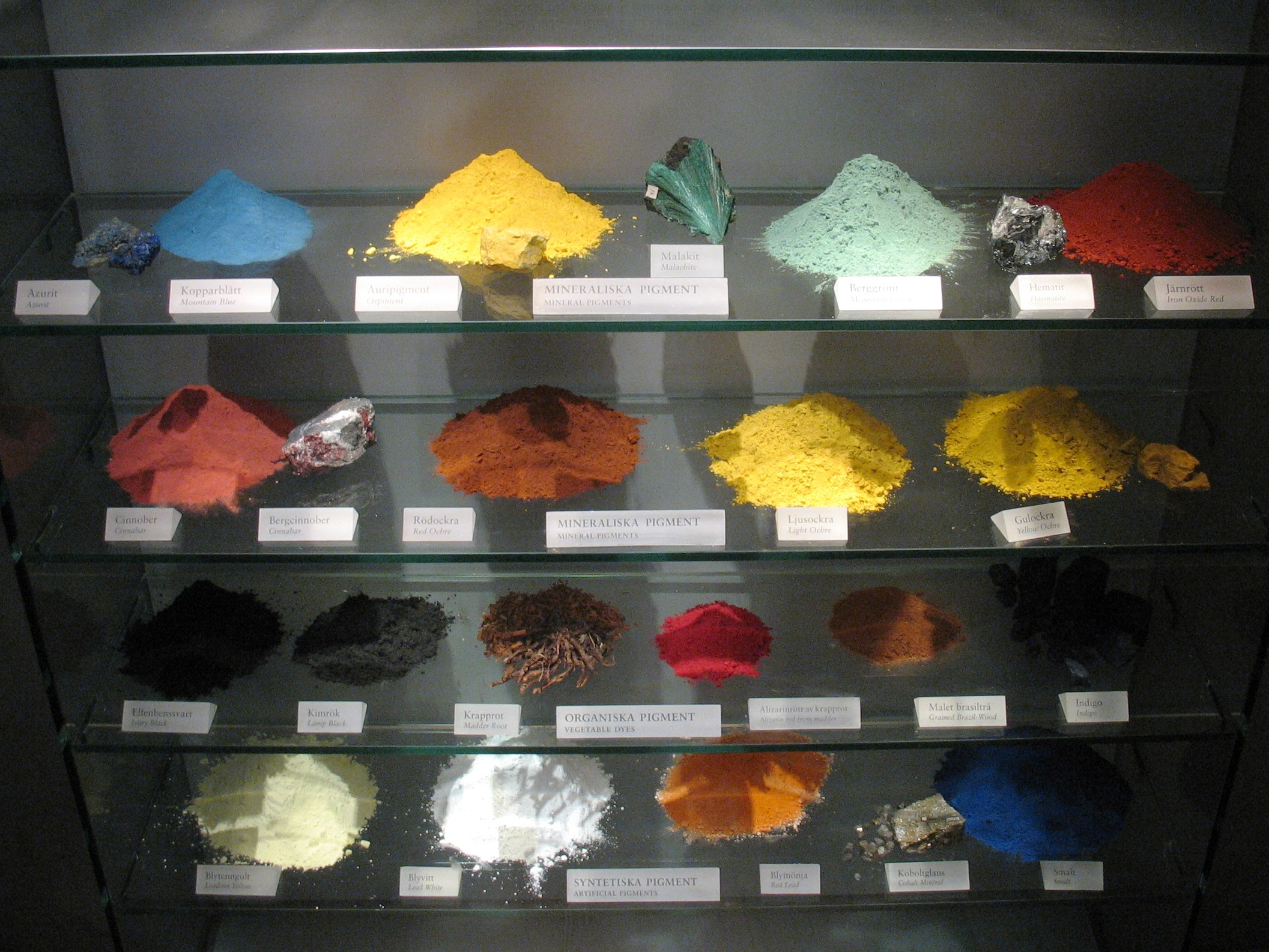
Pigmentos utilizados no navio de guerra Vasa, com o alvaiade sendo o segundo, da esquerda para a direita, na prateleira inferior.

Alvaiade é o carbonato básico de chumbo [2PbCO3·Pb(OH)2], um sal complexo que contém tanto íons de hidróxido quanto de carbonato. O alvaiade existe naturalmente como um mineral, nesse caso sendo conhecido como hidrocerusita, um hidrato de cerusita. Por causa de sua opacidade e textura suave quando misturado com óleos secantes, antigamente era usado como ingrediente para tinta à base de chumbo e para um cosmético chamado ceruse veneziano. No entanto, era comum que provocasse envenenamento por chumbo, com seu uso sendo então proibido na maioria dos países.

## História
O que é comumente conhecido hoje como o "método holandês" para a preparação de alvaiade já havia sido descrito por Teofrasto de Eresos (ca. 300 a.C.) em seu breve trabalho sobre rochas ou minerais: Sobre as Pedras. As orientações para o preparação foram repetidas ao longo da história por muitos autores de química e alquimia. Sugerir-se-ia que o alvaiade poderia ser usado como medicação e pigmento.

Clifford Dyer Holley cita Sobre as Pedras, de Teofrasto, em seu livro Os Pigmentos de Chumbo e Zinco (The Lead and Zinc Pigments):

O chumbo é colocado em vasos de barro com vinagre concentrado; depois de ter adquirido uma espessura semelhante à de ferrugem, o que normalmente ocorre em cerca de dez dias, o vaso é aberto e então raspado. Em seguida, o chumbo é misturado novamente com vinagre, repetindo-se novamente o método de raspagem até que ele tenha sido completamente dissolvido. O que havia sido raspado é então batido em pó e fervido por um longo tempo, e o que restar no fundo do vaso é o alvaiade.

Descrições posteriores do método holandês envolviam moldar chumbo metálico na forma de fivelas finas, as quais seriam então corroídas com ácido acético na presença de dióxido de carbono (CO2). Isso era feito colocando-as sobre panelas com um pouco de vinagre (que contém ácido acético). Elas eram então empilhadas e cobertas com uma mistura em decomposição de esterco e súber, que forneciam o CO2, e deixadas assim por seis a quatorze semanas, tempo suficiente para que o chumbo cinza-azulado tivesse sido corroído em alvaiade. As panelas, em seguida, eram levadas para uma mesa de separação, onde se raspava o alvaiade das fivelas. O pó era secado e embalado para expedição ou convertido em uma pasta.

## Tintas
O alvaiade foi o principal pigmento branco nas pinturas a óleo clássicas da Europa. No entanto, seu uso artístico foi suplantado pelo branco de titânio, que tem maior poder de tingimento que o alvaiade. Críticos argumentam que muitos desses substitutos são menos permanentes. O alvaiade é menos usado atualmente por pintores; não diretamente por causa de sua toxicidade, mas simplesmente porque a sua toxicidade em outros contextos levou a restrições comerciais que dificultam sua obtenção por artistas em quantidades suficientes. Em 2014, Winsor & Newton, uma companhia de tintas inglesa, recebeu uma restrição na venda de alvaiade em tubos, sendo permitida apenas a venda em latas de 150 mL.
No século XVIII, tintas à base de alvaiade eram usadas rotineiramente para repintar os cascos e pisos dos navios da Marinha Real Britânica, para impermeabilizar a madeira e para limitar a infestação de teredo.